# 布祖盧克河 (薩馬拉河支流)
布祖盧克河是俄羅斯的河流，由奧倫堡州負責管轄，屬於伏爾加河流域薩馬拉河的左支流，河道全長248公里，流域面積4,460平方公里，發源自奧布什高地。